# Jean-Jacques Delusse
Jean-Jacques Delusse est un dessinateur et peintre français né à Paris le 14 mars 1758, mort à Saintes le 28 novembre 1833. 
Il a épousé à Paris, le 7 thermidor an II (25 juillet 1794), Françoise Marguerite Louiset (fiche de mariage du Fonds Andriveau). Il était le fils de Jacques Martin Delusse, « maître de musique », et de Marguerite Vendôme, graveuse de musique (mariés en 1756, selon le Fonds Andriveau). 
Son titre de gloire fut d'avoir été le professeur du sculpteur David d'Angers. Professeur de dessin à Saintes de 1797 à 1804, il sera par la suite conservateur du Museum de la ville d'Angers à partir de  1804, parallèlement à cette tâche il sera encore professeur de dessin à Angers, mais sera licencié en 1829. Il ira finir ses jours dans la misère à Saintes.
En 1988 le marchand de tableaux londonien Sims Reed découvre un ensemble de 75 lavis de Delusse, évoquant l'histoire de la marine de Loire. 
Cette suite de dessins sera judicieusement achetée, en vente publique à Paris, par le musée de la Marine de Loire de Châteauneuf-sur-Loire et exposé en 1991 par cette institution. 
En 1998-1999 ces lavis (plus diverses œuvres), furent présentés au musée de la Marine de Loire, puis en 1999, à Angers au Musée  Pincée et à la Galerie David d'Angers, un catalogue fut édité à cette occasion: 
Jean-Jacques Delusse (1758-1833) La Loire et l'Anjou, Angers, 1998, textes de Michèle Dupont, Catherine Dupraz-Plantiveau, Patrick Le Nouëne,  (ISBN 2-901287-64-6).

## Liste des lavis

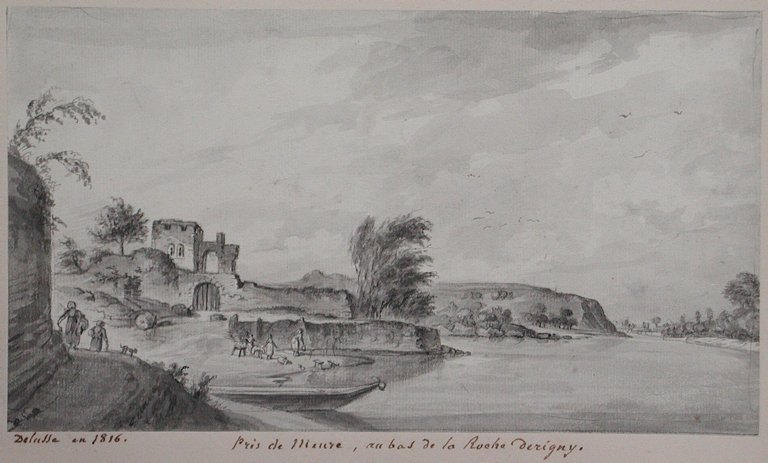
Près de Meuve, au bas de la Roche derigny.

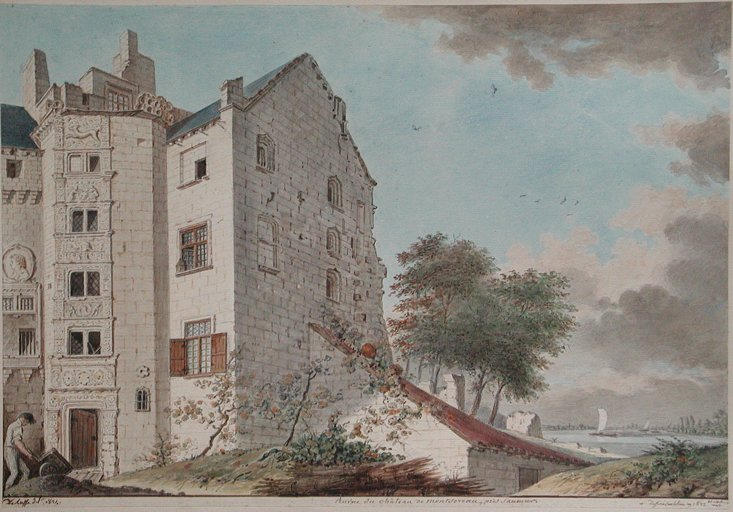
Ruine du château de Montsoreau, près de Saumur.

(Présentation et orthographe de l'auteur des dessins. La numérotation est du contributeur).
- 1/ Maison attenante a la chapelle dite des SSts de La Barre. 1/2 lieue d'Angers.
- 2/ Château de Clisson vu sous une arche du pont St Antoine, tel qu'il était en 1809.
- 3/ Environ d'Angers le Peret reste d'un monastère de Bénédictins ou Génovéfains. 1 lieue 1 quart de la ville.
- 4/ Environs d'Angers. Vue de la Beaumette, tour du Château. / Le tout prit du mon appartement au museum.
- 5/ Environs du moulin a chaux, au-dessus du Vigaro, près Angers.
- 6/ Le vière à Angers.
- 7/ Près de Meuve, au bas de la Roche derigny.
- 8/ Reste d'une Ruine près de Rochefort sur la Loire.
- 9/ Restes ou ruine du pont St Simphorin pres de la Ville de Tours, 1818.
- 10/ Restes ruinés de L'ancienne Abbaye des Benedictins de Marmoutiers près de Tours, sur les bords de la Loire.
- 11/ Ruine d'un château par le Layon en anjou.
- 12/ Ruine d'une Église non achevée dédiée a St Nicolas-d'Angers.
- 13/ Ruine de l'église de l'évière.
- 14/ Ruine du Chateau de molière près d'Angers[1].
- 15/ Ruine du château de Montsoreau, près de Saumur.
- 16/ Vue (du Pont de César), dit vulgairement des Ponts de Cé, sur la Loire, a une lieue d'Angers.
- 17/ Vue d'un côté des Cazernes a saumur, vers La rive du Thou.
- 18/ Vue d'une partie de la Ville de Paimbeuf sur la Loire, à bord de la Corvette Mameluk (stationnée). / On voit le port et chantier de construction partie de la ville le plus intéressant, et dont l'on découvre le village de Conches, lieu ou la loire se perd dans la mer.
- 19/ Vue d'une partie de la Ville et du pont de Saumur sur la Loire.
- 20/ Vue d'une partie de la ville ou bourg de St florent dit le Vieux, sur la Loire, prise dans l'isle de Buzé, allant d'Angers a Nantes en 1809.
- 21/ Vue d'une partie du bourg (cidevant ville) d'Oudon avec sa Tour de forme otogone, vis-à-vis chantoceaux, / sur les bords de la Loire, venant de Nantes à Ancenis.
- 22/ Vue de St Mathurin, sur la levée et bords de la Loire / route d'Angers a Saumur, a sept lieues d'Angers.
- 23 / Vue de St Maurille es pont de Cé près la Loire.